# Texico (Nouveau-Mexique)
Texico est une ville dans le comté de Curry, au Nouveau-Mexique. La population s'élevait à 1 130 habitants au recensement de 2010.
Son nom est un mot-valise réalisé par la fusion de Texas et New Mexico, la ville étant située le long de la frontière entre ces deux états. De l'autre côté de celle-ci se trouve la ville de Farwell (Texas).

## Culture
La ville est mentionnée dans les films Viva Zalata, une parodie du film Viva Zapata ! et Swing Vote : La Voix du cœur (même si ce film fut tourné à Belen (Nouveau-Mexique)).
Elle est également mentionnée dans la chanson Walk Away Joe de Trisha Yearwood.

## Source
- (en) Cet article est partiellement ou en totalité issu de l’article de Wikipédia en anglais intitulé « Texico, New Mexico » (voir la liste des auteurs).